# Eva Vik
Eva Vik (née Eva Doležalová le 5 mai 1991) est une cinéaste, réalisatrice, scénariste et producteur, représentés par Ridley Scott Creative Group dans le monde entier. Elle est connue pour des films comme Serpentine (2023), Raven (2022) et Carte Blanche (2019). Elle a été récompensée par de nombreux prix cinématographiques pour sa carrière en plein essor, notamment le Breakout Director's Award au Hollywood Film Festival, le Audience Award et le Best Genre Award au Mammoth Film Festival, ainsi que le Best Director à l'ISA. Elle a également été primée au Centre Pompidou pour sa trilogie transformationnelle Sounds of Sun, Somnio, Samice en 2019. De plus, son plus récent film Serpentine (2023) a également été nommé pour le X Award au Tribeca Film Festival. En 2021, le magazine Forbes avait également classé Eva Vik parmi les 30 personnes de moins de 30 ans les plus influentes

## Petite enfance et éducation
Née Eva Doležalová de parents tchèques, Eva Vik commença dès l'âge de 10 ans à s'intéresser au monde du cinéma et du théâtre en prenant part dans des productions cinématographiques et des pièces de théâtre locales où elle eut l'opportunité d'avoir des rôles et une première introduction à l'écriture de scénario. Ces expériences la mènent alors, à l'âge de 18 ans, à s'inscrire à l'Académie royale d'art dramatique de Londres, lui permettant par la suite de décrocher des rôles dans des productions dont certaines dirigé par Shane Black ou Mike Figgis. Elle s'installe par la suite à Paris.
Eva Vik est polyglotte, elle parle l'anglais, le français, le tchèque, l'italien et le polonais.

## Carrière
En 2017, Eva Vik a déménagé à Los Angeles pour poursuivre une carrière de scénariste et réalisatrice et a réalisé son premier court métrage intitulé Sound of Sun avec Sean Penn et Suki Waterhouse.
Plusieurs autres courts métrages ont suivi, dont : « Carte Blanche » avec Dylan Sprouse, Suki Waterhouse et Jack Kilmer qui a remporté le Prix du Public au Mammoth Film Festival (en) en 2019 et un Breakout Director Award au Hollywood Film Festival en 2020. Et Maestro, avec Clara McGregor et Karel Dobrý, qui lui a décerné le prix de la meilleure réalisation et le grand prix du jury aux Independent Shorts Awards en 2021.
En 2022 et 2023, Eva Vik écrit et réalise deux œuvres de science-fiction:Serpentine mettant en scène Barbara Palvin, Luke Brandon Field, et Soo Joo Park, qui lui vaudra une avant-première au Tribeca Festival, une nomination aux Tribeca X Award et le prix du meilleur court-métrage au Mammoth Film Festival.[réf. nécessaire].Et Raven,publié par le magazine Vogue qui a été récompensé lors du festival du film qualificatif aux Oscars HollyShorts en 2022
Eva Vik a réalisé deux projets en collaboration avec Bulgari, Serpentine, un court métrage avec Barbara Palvin et une campagne Bulgari Omnia avec Cailee Spaeny, qui a reçu la Coupe Volpi á la Venise Film Festival (2023).

## Vie privée
Eva Vik annonce, dans une interview au LA Weekly en 2023, qu'elle porterait désormais le nom de jeune fille Vik en hommage à sa grand-mère maternelle. Eva Vik a exprimé son désir de ne plus perpétuer la tradition patronymique et de porter plutôt le nom d'une femme forte qui l'avait profondément influencée.
Ambassadrice de bonne volonté, Eva Vik est également, en dehors de son activité cinématographique, une femme, philanthrope, engagée pour la protection des femmes et des enfants victimes de violences domestiques partout dans le monde à travers la Campagne du ruban blanc.

## Filmographie
| Année | Film                            | Créditée comme | Créditée comme | Créditée comme | Notes                                                                                | Distributeur              |
| Année | Film                            | Réalisatrice   | Scénariste     | Productrice    | Notes                                                                                | Distributeur              |
| ----- | ------------------------------- | -------------- | -------------- | -------------- | ------------------------------------------------------------------------------------ | ------------------------- |
| 2016  | Sound of Sun                    | Oui            | Oui            | Oui            | Court métrage, avec Suki Waterhouse & Sean Penn                                      | Centre Pompidou & Nowness |
| 2017  | Somnio                          | Oui            | Oui            | Oui            | Court métrage, avec Syrie Moskowitz                                                  | Centre Pompidou           |
| 2018  | Good Looking de Suki Waterhouse | Oui            | Oui            | Oui            | Clip musical , avec Jordan Barrett & Suki Waterhouse                                 | Vevo                      |
| 2018  | Les Inconnus: Escape            | Oui            | Oui            | Oui            | Video & Commercial, avec Jade Weber, Katty Ukhanova, Lauren Taylor                   | Vogue                     |
| 2019  | Butcher Boy                     | Oui            | Oui            | Oui            | Court métrage, avec Jack Kilmer & Camille Rowe                                       | Dazed                     |
| 2019  | Carte Blanche                   | Oui            | Oui            | Oui            | Court métrage, avec Dylan Sprouse, Jack Kilmer, Suki Waterhouse, Johnny Whitworth    | Amazon Prime Video        |
| 2019  | Samice                          | Oui            | Oui            | Oui            | Court métrage, avec Rainey Qualley, Ray Nicholson, Emily Labowe                      | Centre Pompidou           |
| 2020  | Maestro                         | Oui            | Oui            | Oui            | Court métrage, avec Karel Dobrý, Clara McGregor, Lucky Blue Smith, Annica Lilljeblad | Amazon Prime Video        |
| 2021  | Anima Us                        | Oui            | Oui            | Oui            | Court métrage, avec Inja Zalta & Dave Davis                                          | Dazed                     |
| 2022  | Raven                           | Oui            | Oui            | Oui            | Court métrage, avec Stanislav Majer, Barbora Podzimková, Hana Vagnerová, Adam Vacula | Vogue                     |
| 2022  | Oblivion                        | Oui            | Oui            | Oui            | Clip musical , avec Remington Leith, Emerson Barrettt, Sebastian Danzig              | Vevo                      |
| 2022  | Fletcher: Better Version        | Oui            | Oui            | Oui            | Clip musical , avec Ava Capri, Gavin Leatherwood, Fletcher                           | Vevo                      |
| 2022  | Broken                          | Oui            | Oui            | Oui            | Clip musical , avec Inja Zalta, Remington Leith, Emerson Barrett                     | Vevo                      |
| 2023  | Serpentine                      | Oui            | Oui            | Oui            | Court métrage, avec Barbara Palvin, Luke Brandon Field, Soo Joo Park                 | Nowness                   |
| 2023  | Bulgaria Omnia                  | Oui            | Oui            | Oui            | Court métrage, avec Cailee Spaeny                                                    | TVC                       |

## Prix et Récompenses

### Prix
| Année | Travail nommé | Catégorie                                                | Attribué par                  |
| ----- | ------------- | -------------------------------------------------------- | ----------------------------- |
| 2019  | Carte Blanche | Prix du public                                           | Mammoth Film Festival         |
| 2020  | Carte Blanche | Breakout Director Award                                  | Capri Hollywood Film Festival |
| 2020  | Maestro       | Prix du Jury pour le Meilleur Réalisateur                | Independent Shorts Awards     |
| 2020  | Maestro       | Prix du Jury pour Réalisation Exceptionnelle             | Independent Shorts Awards     |
| 2020  | Maestro       | Prix Platinium pour le Meilleur Court-Métrage Dramatique | Independent Shorts Awards     |
| 2020  | Maestro       | Meilleur Court-Métrage Féminin                           | Cyrus Film Festival           |
| 2022  | Serpentine    | Nommée pour le Prix Tribeca X                            | Tribeca Film Festival         |
| 2022  | Serpentine    | Meilleur Court-Métrage                                   | Mammoth Film Festival         |

### Reconnaissances
| Année | Reconnaissance | Catégorie |
| ----- | --- | --------- |
| 2019  | Prix pour la Trilogie Transformationelle: Sound of Sun, Somnio, et Samice, projetée au Centre national d'art et de culture Georges-Pompidou | Film/Arts |